# 北京理工大学
北京理工大学（英語：Beijing Institute of Technology），简称北理工，是一所位于中國北京市的公立大学，隶属于工业和信息化部。学校前身为1940年中国共产党所创建的第一所理工类高校——延安自然科学院，后历经华北大学工学院等阶段发展成为北京工业学院，于1988年更为现名。
学校于北京市有三个校区：校本部中关村校区位于海淀区，校舍建筑面积约111.31万平方米；良乡校区位于良乡高教园区，建筑面积约95.01万平方米；西山科研实验区位于海淀区西山；另有怀来校区和雄安校区正于北京周边区域规划建设中。学校在广东省珠海市设有珠海校区和珠海学院（独立学院），并与莫斯科大学在深圳市合办深圳北理莫斯科大学。
北京理工大学是中华人民共和国顶尖高校之一，是双一流A类、原985工程、原211工程建设大学。北理工擁有19个学院，近200个科研机构，两家校办产业和一个产业園區北理工科技園，更拥有5个国家级重点实验室，是首批中管高校，也是中国首批设立研究生院的高校之一。學校基础设施完善，校足球俱乐部在中国大学生足球联赛中曾十次夺冠。
在2022年《QS世界大學排名》中，北京理工大学综合排名位列中国大陆高校第18位。北京理工大学在2021年WURI世界大学真实影响力创新大学排名榜中名列第201-300名。

## 历史沿革

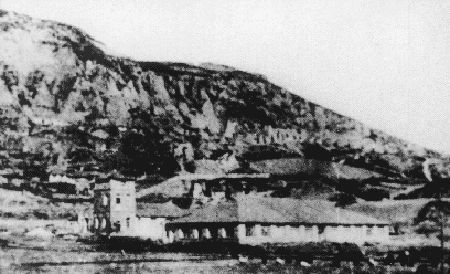
延安自然科学院旧址

1940年，北京理工大学的前身延安自然科学院在延安杜甫川诞生，是以毛泽东为首的中国共产党创办的第一所理工科大学，也是中国共产党革命根据地的自然科学最高学府。李富春、徐特立、李强等老一辈无产阶级革命家先后担任学校的主要领导。1942年秋，毛泽东为延安自然科学院题写了校名。在抗日战争结束后，学校几经周折，迁入北京，成为新中国一所新型军事工业大学。1950年9月，在中国高等院校院系调整的背景下，中法大学校本部及数、理、化三个系并入学校。1952年1月1日，更名北京工业学院（简称京工）；同年，学校成为“为国家培养红色国防工程师”的新中国第一所国防工业院校，同年在院系调整的背景下，航空系被抽调在北京工业学院校园参与组建北京航空学院、冶金系被抽调参与组建北京钢铁学院、采矿系及专修科被抽调参与组建中南矿冶学院。由于军工背景，学校在改革开放前及改革开放初期长期对外保密，无校牌无地址，邮政采用编号信箱，直至80年代初期，作为首批向联合国备案获得国际承认的中国高校之一，学校开始加挂校牌，开放地址，并开始外派留学生。1988年4月2日，更名为“北京理工大学”。
北京理工大学1959年成为中国首批颁布的16所全国重点大学之一，之后也在历次重点大学名单内。首批211工程重点建设的15所大学之一。1983年进入联合国重点大学备案，并开始接受联合国教科文组织的教育资助经费。1984年同21所兄弟高校在全国首批建立研究生院，首批具有工商管理硕士（MBA）和高级经理人工商管理硕士（EMBA）学位授予权的高校之一，并设有国家示范性软件学院和国家级大学科技园。2000年9月，成为第10所进入国家建设世界一流和高水平大学的985工程的高校。
2004年5月8日，经教育部批准，北京理工大学在广东省珠海市成立独立的二级学院北理珠海学院。
2014年5月20日，中俄两国教育部门在中共中央总书记、国家主席习近平和俄罗斯总统弗拉基米尔·普京的见证下签订谅解备忘录，支持莫斯科大学与北京理工大学在中华人民共和国深圳市合作开办深圳北理莫斯科大学。
因为办学规模不断扩张，北京理工大学在北京郊区以及临近的城市开始建设新校区。怀来校区作为新校区正在建设中，分为怀来试验基地和理工小镇两部分区域，怀来试验基地位于小南辛堡镇，规划占地约1000亩。理工小镇位于东花园镇，规划占地约1500亩。
学校秉承“延安精神”和“军工特色”，努力践行“高水平研究型”大学的学术定位。坚持“立足国防、面向全国、服务地方”的社会定位，提出了“以智养德、以德养才、德育为首、全面发展”的育人方针，确立了“厚基础、宽口径、强能力、高素质”的人才培养目标。
早期
- 延安自然科学研究院（1939年5月-1939年12月）,延安
  - 1939年5月在南门外杜甫川，创办了延安自然科学研究院
- 延安自然科学院（1940年1月-1943年11月），延安
  - 1940年1月“延安自然科学研究院”更名为“延安自然科学院”。
- 延安大学自然科学院（1943年10月-1945年12月），延安、张家口等地
  - 1943年10月“延安自然科学院”并入延安大学，成为“延安大学自然科学院”。
  - 1947年3月“延安大学农业系”参与组建“北方大学农学院”（现中国农业大学）
- 晋察冀边区工业专门学校（1946年1月-1946年12月），张家口、辗转华北办学
  - 1946年1月 原“延安大学自然科学院”与“晋察冀边区工业职业学校”合并为“晋察冀边区工业专门学校”
- 晋察冀边区工业交通学院（1947年1月-1947年11月），河北省建屏县（现平山县）
  - 1947年1月原“晋察冀边区工业专门学校”与“晋察冀边区铁路学院”合并为“晋察冀边区工业交通学院”
- 晋察冀边区工业学校（1947年12月-1948年8月），河北井陉
  - 1947年12月 “晋察冀边区工业交通学院预科”更名为“晋察冀边区工业学校”，其他系科调走。
- 华北大学工学院（1948年9月-1951年12月），河北井陉，北京
  - 1948年9月 原“晋察冀边区工业学校”与“北方大学工学院”合并为“华北大学工学院”
  - 1949年11月 “华北大学工学院（高职部）”独立成为“国立北平高级工业职业学校”（现北方工业大学）
  - 1950年9月 “中法大学”本部及数理化三个系加入
  - 1951年12月 “西南工业专科学校（原中央工业专科学校）航空科”加入

当代
- 北京工业学院（1952年1月1日-1988年4月1日），北京
  - 1952年8月 “采矿系、冶金系”参与组建“北京钢铁学院”（现北京科技大学）
  - 1952年8月 “有色金属方面学科”参与组建“中南矿冶学院”（现中南大学）
  - 1952年8月 “航空系”参与组建“北京航空学院”（现北京航空航天大学）
  - 1952年11月“东北兵工专门学校”部分系并入
  - 1961年7月 “火炮、自动武器、弹药、引信专业”并入“太原机械学院”（现中北大学）
- 北京理工大学 （1988年4月2日-今），北京
  - 1988年4月“北京工业学院”更名为“北京理工大学”

## 组织机构

### 历任领导
| 1973.11—1975.08 |
| 1975.08—1978.02 |

| 北京工业学院临时领导小组组长 |
| 北京工业学院党委书记         |

| 1987.08—1988.04 |
| 1988.04—1996.06 |

| 北京工业学院党委书记 |
| 北京理工大学党委书记 |

| 延安自然科学研究院、 |
| 自然科学院院长       |

| 1984.09—1988.05 |
| 1988.05—1993.02 |

| 北京工业学院院长 |
| 北京理工大学校长 |

### 院系设置

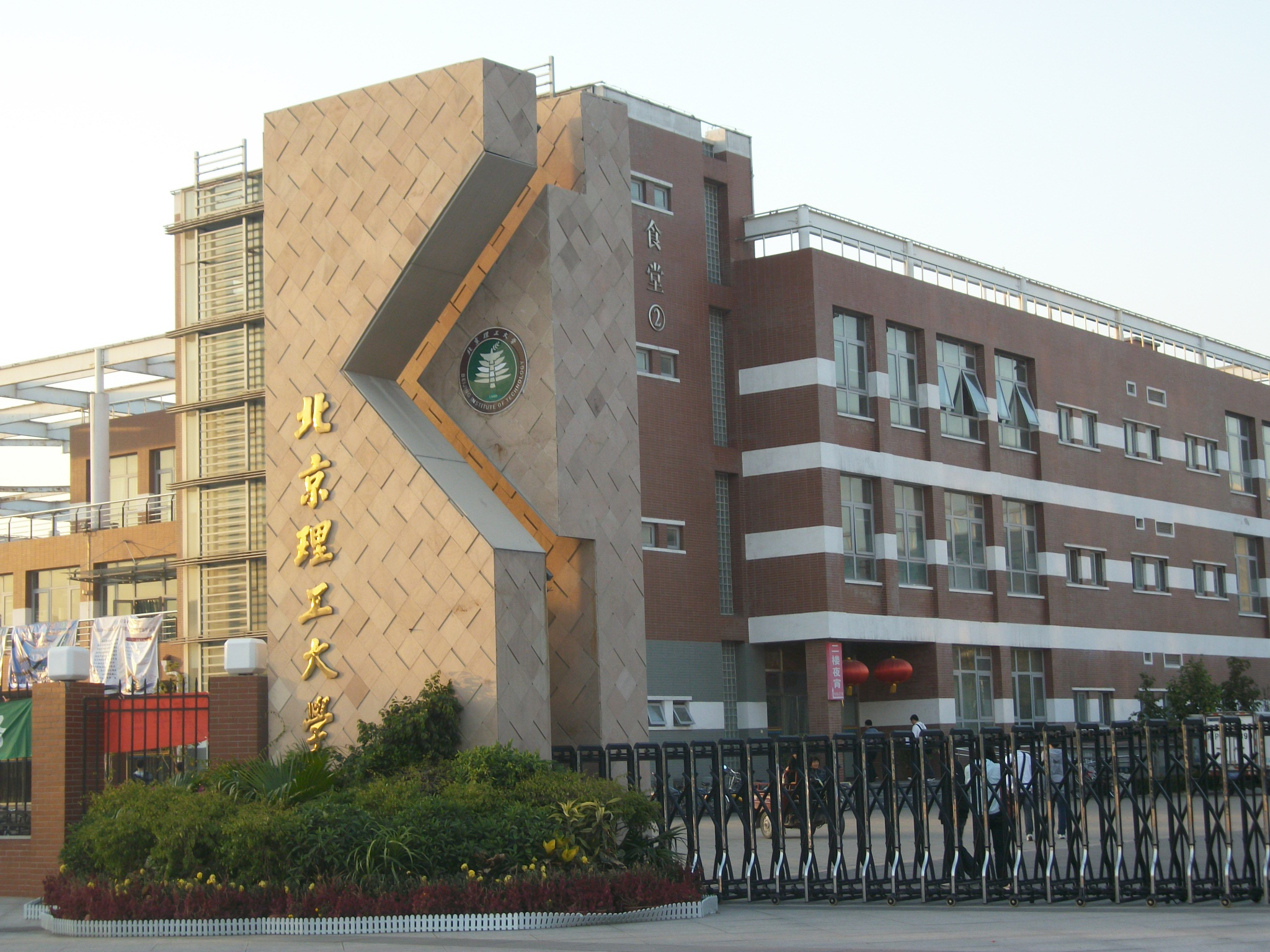
良乡校区校门。

良乡校区的礼堂和坦克

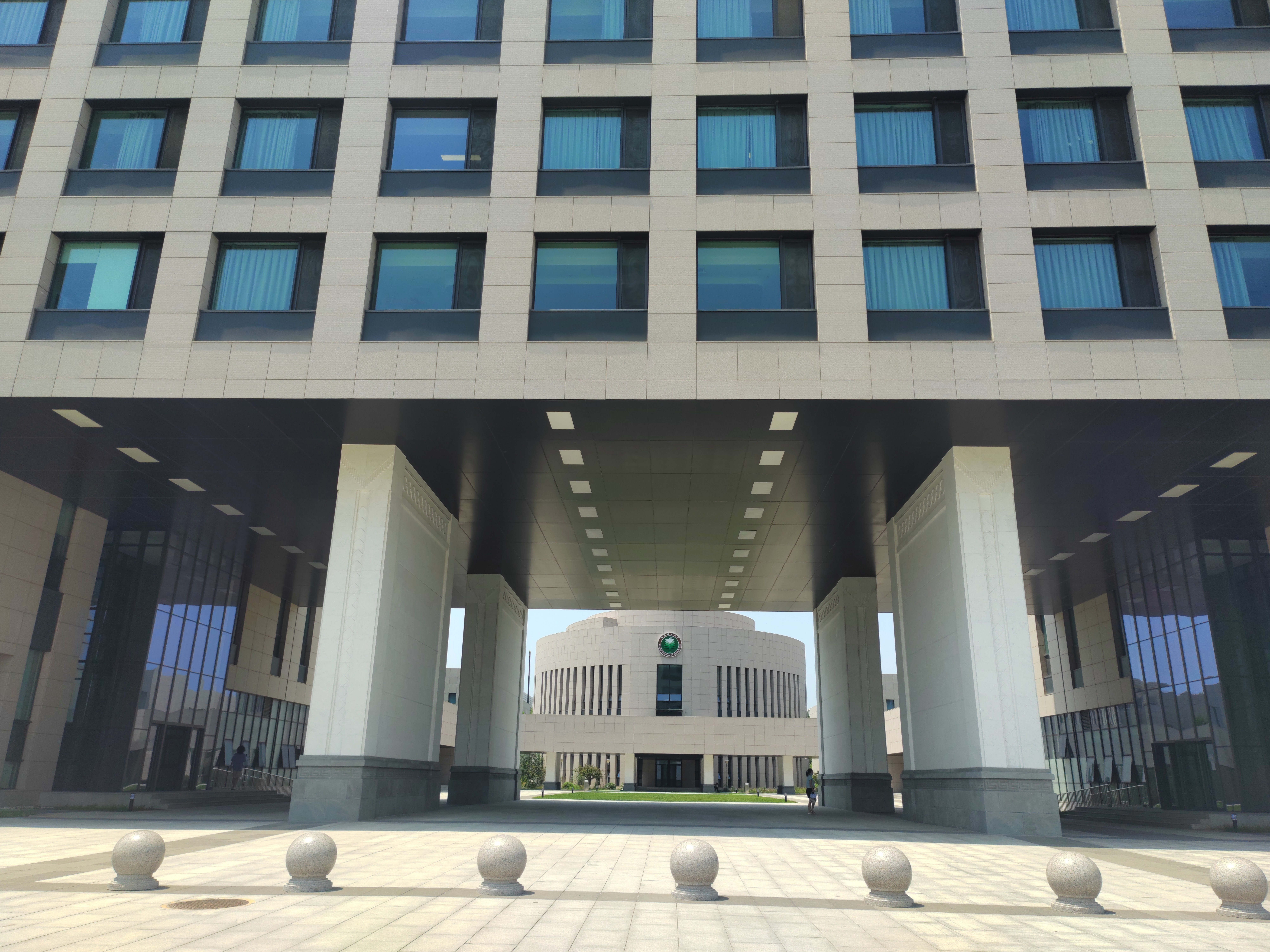
良乡校区教学楼和圆形礼堂

专业学院（23个）：空天科学与技术学院、机电学院、机械与车辆学院、光电学院、信息与电子学院、自动化学院、计算机学院、材料学院、化学与化工学院、生命学院、数学与统计学院、物理学院、管理学院、经济学院、人文与社会科学学院、马克思主义学院、法学院、外国语学院、设计与艺术学院。
书院（7个）：精工书院、睿信书院、求是书院、明德书院、经管书院、特立书院、北京书院、令闻书院。
成立了三个研究院：前沿与交叉科学研究院、先进结构技术研究院、融合医工学研究院。
2008年，学校整合本科一、二年级原有的13个专业学院在良乡校区组建基础教育学院，进行通识培养，本科生从三年级起回到各自专业学院。同年下半年，北京理工大学进行学院调整，原13个专业学院改为17个专业学院，加上新成立的基础教育学院，共18个学院开设本科教育。
2017年，北京理工大学加快了良乡校区的建设，谋求实现2020良乡主校区的目标。同时，由于院士增选等因素，北理的声望有所提高。
2018年，学校进行大类招生改革，同时推进学院机构合并事项，软件学院并入计算机学院，微电子学院并入信息与电子学院。
北京理工大学曾经是全国地方高校招收国防生最多的学校，国防生主要集中在军工生产及信息处理等相关专业，学生毕业后主要向总参谋部输送，在2017年跟随国家政策变化不再招收国防生。
| | | | |
| 01 宇航学院 School of Aerospace Engineering(SAE) 02 机电学院 School of Mechatronical Engineering(SME) 03 机械与车辆学院 School of Mechanical Engineering(SME) 04 光电学院 School of Optoelectronics(SO) 05 信息与电子学院 School of Information and Electronics(SIE) 06 自动化学院 School of Automation(SA) 07 计算机学院 School of Computer Science and Technology(SCST) | 08 软件学院 School of Software(SS) 09 材料学院 School of Material Science and Engieering(SMSE) 10 化工与环境学院 School of Chemical Engineering and Environment(SCEE) 16 生命学院 School of Life Science(SLS) 17 理学院 School of Sciences(SS) | 21 管理学院 School of Management(SM) 22 人文与社会科学学院 School of Humanities and Social Sciences(SHSS) 23 法学院 School of Law(SL) 24 外国语学院 School of Foreign Languages(SFL) 25 设计与艺术学院 School of Design and Arts(SDA) | 39 北京学院 School of Beijing（SB） - 管理良乡校区全体大一大二学生。 - 信息学部，光电学院、信息与电子学院、自动化学院、计算机学院和软件学院相关专业； - 机械学部，宇航学院、机电学院、机械与车辆学院相关专业； - 理科学部，材料学院、化工与环境学院、生命学院、理学院相关专业； - 文科学部，管理学院、人文与社会科学学院、法学院、设计与艺术学院、外国语学院相关专业。 - 北京学院2016年成立，由北京市“双培计划”学生组成 &理学院已经被拆分为物理学院、数学学院、化学学院，学院编号未知 |

## 学科建设

### 重点实验室
学校拥有5个国家级重点实验室，1个国家重点实验室培育基地，6个教育部重点实验室及2个工程研究中心，3个国防重点学科实验室、1个国家工程实验室，2个国防科技重点实验室、4个国家重点学科点专业实验室、3个国防重点学科实验室、1个教育部重点实验室、1个教育部部门开放实验室、11个北京市重点实验室4个工程技术研究中心，5个国家级教学基地(含2个国家级实验教学示范中心)、6个北京市实验教学示范中心，建有国家大学科技园。
- 国家重点实验室（2个）：爆炸科学与技术实验室（我国爆炸领域唯一的国家重点实验室），2．复杂系统智能控制与决策国家重点实验室
- 国家工程实验室（2个）：电动车辆实验室，2.大数据系统软件国家工程实验室
- 国防科技重点实验室（2个）：1．机电工程与控制实验室，2．车辆传动实验室
- 教育部重点实验室(6个)：1.光电成像技术与系统。2.复杂系统的智能控制与决策实验室，3.原子分子簇科学实验室，4. 卫星导航电子信息技术教育部重点实验室，5. 仿生机器人及系统教育部重点实验室，6. 飞行器动力学与控制教育部重点实验室
- 国防重点学科实验室（3个）：1. 军用车辆动力系统技术实验室，2.先进加工技术实验室，3.多元信息系统实验室
- 国家重点学科点专业实验室（4个）：1.汽车动力性及排放测试国家重点学科点专业实验室， 2.颜色科学与工程国家重点学科点专业实验室， 3.信号采集与处理国家重点学科点专业实验室， 4.阻燃材料研究国家重点学科点专业实验室
- 北京市重点实验室（6个）：1.毫米波与太赫兹技术实验室，2．智能信息技术实验室，3．环境科学工程实验室，4．自动控制系统实验室，5．清洁车辆实验室，6．数字表演与仿真技术实验室
- 教育部部门开放实验室（1个）：信息光学基础实验室
- 国家工科基础教学基地（1个）：CAD/CC实验室
- 国家级/北京市级实验教学示范中心：1.电工电子教学实验中心（国家级/北京市级）， 2.工程训练中心（国家级/北京市级）， 3.物理教学实验中心（北京市级）， 4.基础力学教学实验中心（北京市级）， 5.管理与经济实验教学中心（北京市级）， 6.计算机实验教学中心（北京市级），7.航空航天工程实验教学中心（北京市级），8.交通与车辆实验教学中心（北京市级），9.数字媒休技术实验教学中心（北京市级），10.生物实验教学中心（北京市级），11.基础化学教学实验中心（北京市级）

### 重点学科
学校拥有9个国家重点学科、25个部级重点学科；11个博士学位一级学科授权点，23个硕士学位一级学科授权点，17个博士后流动站，61个博士学位授权学科专业，144个硕士学位学科专业及MBA/EMBA、MPA和工程硕士3个专业学位授权点。在教育部第四轮学科评估中，最高评级为A+级，兵器科学与技术。A级，机械工程、控制科学与工程。A-级，光学工程、材料科学与工程、信息与通信工程、计算机科学与技术、化学工程与技术、管理科学与工程。B+级，力学、动力工程及工程热物理、电子科学与技术、软件工程、安全科学与工程、工商管理。B级，应用经济学、教育学、仪器科学与技术、航空宇航科学与技术、生物医学工程、设计学。C+级，理论经济学、法学、马克思主义理论、外国语言文学。C级，公共管理。
拥有“985工程”二期科技创新平台（I类）三个，平台数居国防科工委属高校第一名，并拥有科技创新平台（II类）两个， 哲学社会科学创新基地1个；建有化学物理、信息科学、车辆、智能机器人、生命科学等5个学科特区。2003年度，学校学科精品度名列全国高校第10名；在2002年和2003年全国一级学科评估中，有8个学科名列全国高校相同学科前10名，其中兵器科学与技术学科名列第1名；在2005年由国家人事部组织的全国博士后科研流动站评估工作中，北京理工参评博士后流动站“兵器科学与技术”、“光学工程”排名第1，“信息与通信工程”、“控制科学与工程”名列第4。
- 一级国家重点学科（4个）
  - 机械工程
  - 光学工程
  - 信息与通信工程
  - 兵器科学与技术
- 二级国家重点学科（5个）
  - 工程力学
  - 动力机械及工程
  - 物理电子学
  - 控制理论与控制工程
  - 应用化学
- 国防科工委重点学科（20个）
  - 物理化学（含化学物理）
  - 工程力学
  - 机械电子工程
  - 车辆工程
  - 光学工程
  - 测试计量技术及仪器
  - 材料学
  - 动力机械及工程
  - 物理电子学
  - 电磁场与微波技术
  - 通信与信息系统
  - 信号与信息处理
  - 控制理论与控制工程
  - 模式识别与智能系统
  - 应用化学
  - 飞行器设计
  - 武器系统与运用工程
  - 火炮、自动武器与弹药工程
  - 军事化学与烟火技术
  - 国民经济动员学

- 北京市重点学科（5个）
  - 机械制造及其自动化
  - 信号与信息处理
  - 模式识别与智能系统
  - 计算机应用技术
  - 管理科学与工程

## 师资队伍
目前学校共有教师3496人，其中中国科学院院士8名（其中1名为双院士，一名外籍院士）、中国工程院院士15名，教授356人（含博士生导师220人），副教授433人，国家级有突出贡献的中青年专家18人，享受政府特殊津贴251人，长江学者22人，国家级教学名师4人，国家级有突出贡献专家17人，教育部创新团队7个，国防科技创新团队12个，国家级教学团队6个。
- 中国科学院---王越、葛墨林、张玉奎、顾瑛、胡海岩、梅宏、方岱宁、福田敏男
- 中国工程院---王越、毛二可、周立伟、朵英贤、汪顺亭、才鸿年、张军、吴锋、孙逢春、陈杰、王哲荣、于全、杨绍卿、吴伟仁、姜会林
- 长江学者---陶然、孙逢春、黄强、辛建国、黄风雷、王涌天、盛新庆、姜澜、项昌乐、李泽生

## 基础设施

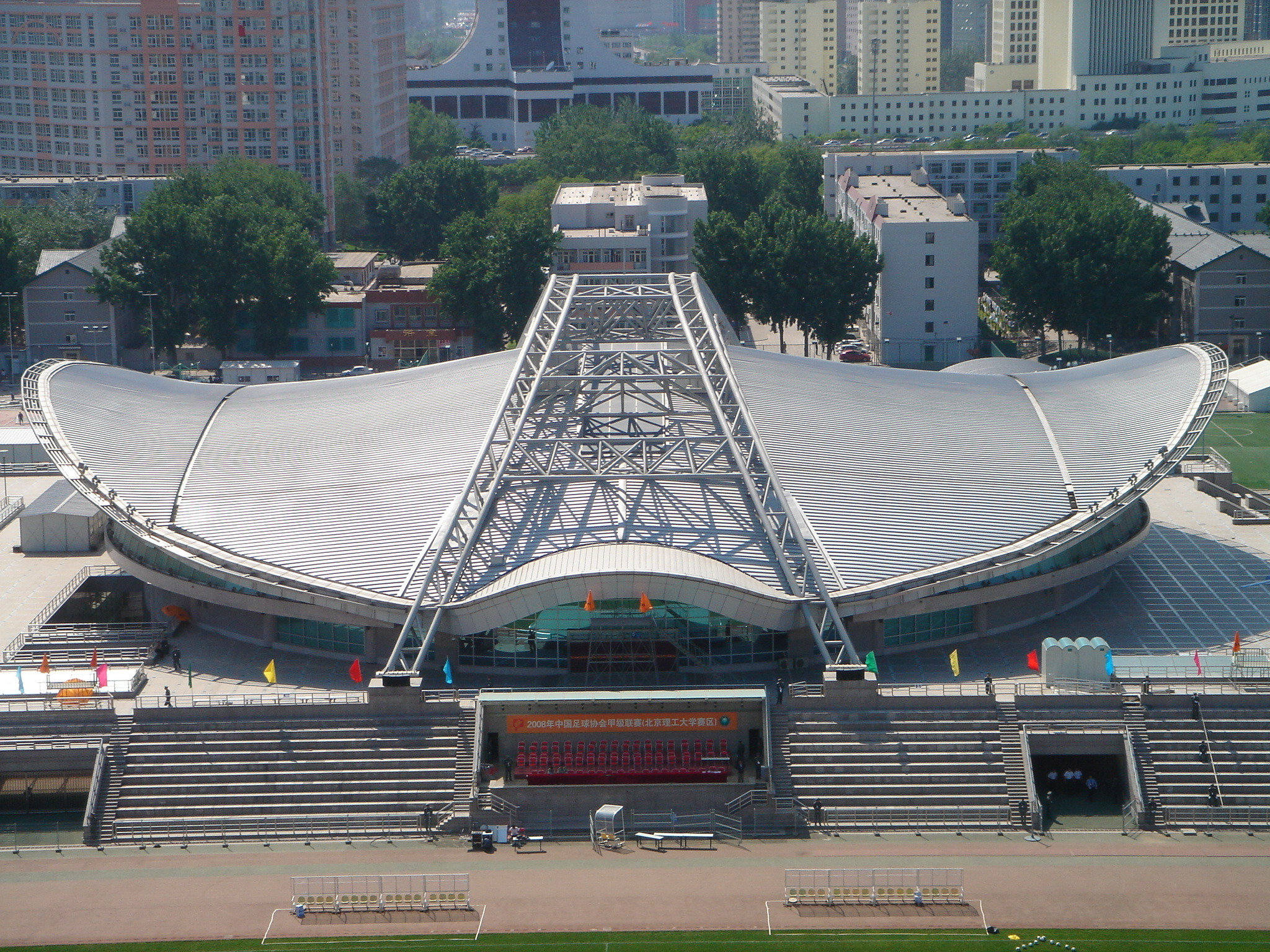
中关村校区体育馆

北理工基础设施完善，美術館、圖書館、以及图书馆齐全。目前图书馆馆藏纸质文献总量187.5万册，另电子图书112.7万册，全文电子期刊2.4万种。中关村校区的体育馆，在2008年北京奥运会及残奥会时用作排球比赛及盲人门球比赛场馆。

## 学生
2008年，全校各类在校学生43991人，其中本、专科生14006人、硕士生5222人、博士生2444人、留学生242人、远程教育学生15048人、继续教育学生7029人。
学校自建立以来为国家培养了十几万名高层次人才，并从中产生了包括中国高校建国后培养的第一位国家最高科学技术奖获得者，被誉为“中国预警机之父”的王小谟在内的16名两院院士、70余名省部级以上党政领导干部和40余名将军。

### 学术交流
学校重视开展国内和国际交流与合作，先后与10多个省市的40多个地方政府或企事业单位建立了合作关系；与29个国家和地区的90余所高校建立了校际合作关系，与国际上100多家企业或大学开展了广泛的学术交流与合作。

### 重大科技成果
作为中国高技术人才，尤其是国防高级人才的摇篮，北京理工大学创造了中华人民共和国的多个第一。其中较有代表性的有：
- 中国“第一套电视发射、接收设备”，让“中国电视第一频道”永久落户北京理工大学（中关村校区四号教学楼）；
- 中国“第一枚固体火箭”从北京理工大学升起；
- 中国“第一台大型天象仪”在北京理工大学诞生（原件位于北京天文馆，曾安装于A馆天象厅，2007年11月5日退役，现移至B馆地下二层展厅永久保存展示[22]；复制件位于中关村校区中心花园[23]）；
- 中国第一部低空探测雷达在北京理工大学开机；
- 中国第一辆轻型坦克在北京理工大学研制成功。

由于北京理工大学的国防科技背景，学校参与的科研项目大多与国防科技有关，故即使在学校内部新闻中也以“XXXX项目”或“某重大项目”指代，而无法为公众所知。但是近年来也有如下科技成果见诸报端：
- 拥有自主知识产权并达到国际先进水平的仿真机器人“汇童”在北京理工大学亮相；
- 2008年北京奥运会（BK6122EV、BK6122EV2、BK6122EV3）、2010年上海世博会和广州亚运会所使用的电动客车由北京理工大学研制；
- 由北京理工大学研发的“开闭幕式全景式仿真编排系统”应用于2008年北京奥运会开幕式和闭幕式中，其后研发团队又在国庆60周年活动中承担了群众游行、“光立方”等编排仿真与指挥训练辅助系统项目；
- 在被誉为“中国枪王”的中国工程院院士朵英贤教授带领下的团队，研发设计了现在普遍列装解放军部队的95式枪族。

## 文化

### 主要理念
- 校训：北理工新校训于2010年启用，为“德以明理、学以精工”。校训由欧阳中石先生所题，并悬挂于中心教学楼入口处。良乡校区行政楼广场前亦设有校训石。
- 校风：团结、勤奋、求实、创新。也是2010年前的校训。
- 学风：“实事求是，不自以为是”，为老校长徐特立所提出[26]。
- 发展理念：强地、扬信、拓天

### 校徽
学校校徽以“培养人才、培育和平”为立意，同时表现青青校园的人文气息。中央是雄鹰演变为口衔橄榄枝的和平鸽的一组渐变图形，象征着和平的基础为强大的国防力量。热爱和平是学校永恒的追求，发展国防科技是学校的使命，也是学校的特色，发展国防科技不是为了战争，而是为了保家卫国，是为了和平。渐变图形整体所构成的大树形状象征着学校树人成材的希望。标志以大树和白鸽为显形，标志主色为绿色，突出表现学校的人文气息，而冲天白鸽的昂扬气势，象征学校不断进取，不断发展。在树下的宝塔山与延河大桥及1940字样，象征着学校的根源在延安自然科学院。圆形校徽上方为赵朴初所题写的中文校名，下方为英文校名。

### 校歌
校歌《延河情》原为李功达词，樊昕曲。其后歌词稍作修改，由吕远重新谱4/4拍曲，新校歌相对较为强劲。而原6/8拍的优美校歌旋律则配以新词，改名《再唱延河情》，成为校园文化宣传的歌曲之一。

### 足球运动
成立于2000年的北理工足球队在全国大学生足球联赛中屡获殊荣，同时也曾在2007年-2015年成为中国足球甲级联赛中唯一一支业余足球队，因球员全部为学生而绰号“学生军”。现球队参加中国足球乙级联赛。

## 争议

### 2017年6月关停极速之星论坛

#### 事件经过
2017年6月16日，北理自建pt下载站“极速之星”发布公告，表示将“暂时关闭”“极速之星”论坛后迟迟未如期重新开放论坛。有消息人士指出，此次关闭“极速之星”论坛与论坛中pt资源的版权保护政策和中国大陆地区的网络言论审查制度有关。论坛关闭后，此举引发大量北京理工大学学生广泛批评和讨论。部分学生批评此举将导致“网费大幅度增加”、“难以寻找影视和软件资源”。

#### 后续
2018年1月，极速之星论坛重新开放。部分学生认为，此举一方面反映了全校师生对“极速”的重视，另一方面也说明学生的意见确实反映到了主管教师处。亦有评论批评早前论坛关闭时部分学生在网路发表的激进言论，指其“戾气太重”和“缺乏‘正能量’”。

### 2020年5月被美国政府限制留学生入境政策
2020年5月28日，《紐約時報》引述美国政府人士消息指，特朗普政府計劃註銷至少 3,000 名與中國人民解放軍有直接關係的中國籍大學交換生和研究人員簽證，並驅逐出境。這將會是首個禁止某一類學生的計劃，而中國留學生是美國最大的外籍學生群組。其中包括G7联盟（又称“国防七校”）成员北京理工大学。公告指出，这项政策不影响“与军方无关”的中国留学生正常赴美学习。该公告自2020年6月1日中午12时（美国东部时间时间）开始实行。